# Suliko

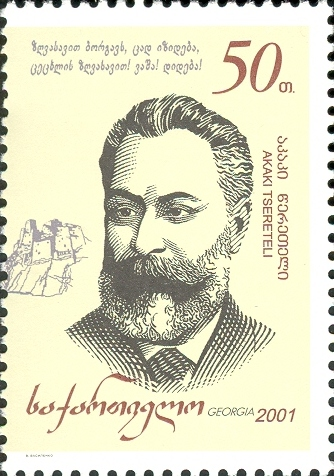
Selo georgiano de 2002 em homenagem a Akaki Tsereteli, autor do poema de Suliko

Suliko (სულიკო) é uma palavra georgina, que significa "alma". É também o nome próprio de uma mulher e o título de um poema de amor escrito em 1895 por Akaki Tsereteli. Foi a canção favorita de Josef Stalin e, portanto, tornou-se conhecido em toda a União Soviética e no Bloco do Leste.